# (5624) Shirley
(5624) Shirley est un astéroïde de la ceinture principale.

## Description
(5624) Shirley est un astéroïde de la ceinture principale. Il fut découvert le 11 janvier 1991 à l'Observatoire Palomar par Eleanor Francis Helin. Il présente une orbite caractérisée par un demi-grand axe de 3,02 UA, une excentricité de 0,05 et une inclinaison de 10,7° par rapport à l'écliptique.

## Compléments